# Residenzpflicht
Als Residenzpflicht wird umgangssprachlich eine Auflage für in Deutschland lebende Asylbewerber und Geduldete bezeichnet. Die amtliche Bezeichnung lautet räumliche Beschränkung (§ 56 AsylG, § 61 AufenthG). Sie verpflichtet die Betroffenen, sich nur in dem von der zuständigen Behörde festgelegten Bereich aufzuhalten. In Österreich gilt mit der Gebietsbeschränkung eine ähnliche Regelung, allerdings eingeschränkt auf die Dauer des Zulassungsverfahrens, d. h. nur bis im Sinne des Dublin-Verfahrens entschieden ist, welcher Vertragsstaat für das Asylverfahren zuständig ist.
Darüber hinaus haben auch andere Personen eine Residenzpflicht, z. B. evangelische Pfarrer oder katholische Priester, die regelmäßig im Ort, in der sich die Pfarrstelle befindet, wohnen müssen. Üblicherweise wird Pfarrern und Priestern dafür eine Dienstwohnung oder ein Pfarrhaus zur Verfügung gestellt.

## Geschichte
Die Beschränkung wurde 1982 geschaffen und ist in § 56 Asylgesetz verankert. Sie scheint im Widerspruch zum Grundsatz der Freizügigkeit gemäß Artikel 26 des Genfer Abkommens über die Rechtsstellung der Flüchtlinge von 1951 zu stehen, in dem das Recht auf Freizügigkeit garantiert ist, doch ist der Status eines anerkannten Flüchtlings nicht derselbe wie der eines Asylbewerbers im laufenden Anerkennungsverfahren.

## Rechtliches

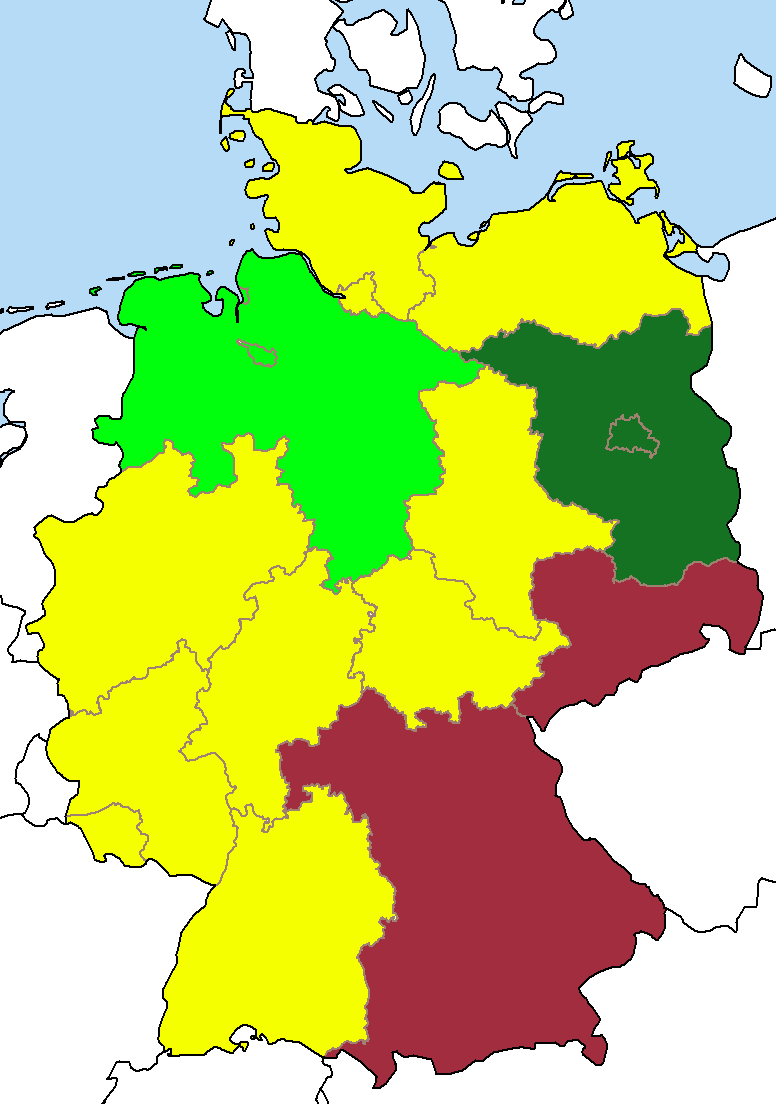
Residenzpflicht in Deutschland
landesweite Bewegungsfreiheit für Asylbewerber
Berlin und Brandenburg kooperieren und erlauben gegenseitige Reisen, nachdem eine Dauerverlassenserlaubnis erteilt wurde
Niedersachsen und Bremen kooperieren und erlauben gegenseitige Reisen
regierungsbezirksweite Bewegungsfreiheit für Asylbewerber

Eine Residenzpflicht für die Dauer des gesamten Asylverfahrens gibt es innerhalb der Europäischen Union nur in Deutschland. Dort ist sie für Asylbewerber im Asylgesetz und für Geduldete im Aufenthaltsgesetz geregelt. Das Aufenthaltsgesetz erlaubt den Ausländerbehörden darüber hinaus, einzelnen Personen mit Aufenthaltserlaubnis oder Visum eine räumliche Beschränkung zur Auflage zu machen, wovon in der Regel aber kein Gebrauch gemacht wird.

### Abgrenzung zur Wohnsitzauflage
Seit dem 1. Januar 2015 ist die Residenzpflicht für Asylbewerber und Geduldete grundsätzlich auf drei Monate begrenzt; nur für diejenigen Asylbewerber und Geduldeten, deren Lebensunterhalt nicht gesichert ist, wird der Wohnsitz durch eine Auflage (Wohnsitzauflage) eingeschränkt.
Am 1. März 2016 sprach die Große Kammer des EuGH ein Urteil zum Thema Wohnsitzauflage. Im Unterschied zur Residenzpflicht verpflichtet die Wohnsitzauflage Asylbewerber und Geduldete nicht, sich nur in einem bestimmten Bereich der Ausländerbehörde physisch aufzuhalten, sondern die Wohnsitzauflage verpflichtet, in einem bestimmten Ort zu wohnen. Das Integrationsgesetz führte zum 6. August 2016 den § 12a AufenthG neu ein, der eine Wohnsitzauflage für anerkannte Flüchtlinge festlegt.
Residenzpflicht und Wohnsitzauflage sind zu unterscheiden von der Verpflichtung eines Asylsuchenden nach § 47 AsylG, für eine bestimmte Zeit in der für seine Aufnahme zuständigen Aufnahmeeinrichtung zu wohnen. Im Zuge der Flüchtlingskrise wurden die Auflagen des § 47 AsylG ausgeweitet; so gelten seit dem 24. Oktober 2015 strengere Verpflichtungen auf Basis des Asylverfahrensbeschleunigungsgesetzes, und seit dem 29. Juli 2017 steht es den Ländern frei, Asylsuchende auf Basis des Gesetzes zur besseren Durchsetzung der Ausreisepflicht zu verpflichten, bis zur Asylantragsentscheidung des BAMF für bis zu 24 Monate in der zuständigen Aufnahmeeinrichtung zu wohnen.

### Asylsuchende
Menschen mit Aufenthaltsgestattung, d. h. die einen Asylantrag gestellt haben und deren Asylverfahren noch läuft, unterliegen zunächst der Residenzpflicht.
Wie groß ihr Aufenthaltsbereich ist, ist in den Bundesländern unterschiedlich geregelt. Der Aufenthaltsbereich kann auf den Bezirk, den Kreis oder das Bundesland beschränkt sein, in dem der Asylbewerber wohnen muss. Er kann auch aus mehreren Bezirken oder Bundesländern bestehen. Asylbewerber und Geduldete, die in Berlin oder Brandenburg wohnen müssen, können sich in beiden Bundesländern frei bewegen. Entsprechendes gilt für Asylbewerber in Bremen und Niedersachsen.
Der Verstoß gegen die Residenzpflicht kann mit Geldbuße bis zu 2.500 Euro geahndet, bei Wiederholung auch mit Freiheitsstrafe bis zu einem Jahr oder mit Geldstrafe bestraft werden.

### Geduldete
Die Residenzpflicht für Geduldete ist in § 61 bzw. § 95 des Aufenthaltsgesetzes geregelt. Für Geduldete ist der Aufenthalt zunächst nur auf das jeweilige Bundesland beschränkt, kann aber durch weitere Auflagen zusätzlich eingeschränkt werden. Die räumliche Beschränkung erlischt in der Regel, wenn sich der Geduldete seit drei Monaten ununterbrochen in Deutschland aufhält (§ 61 Abs. 1b AufenthG).
Analog zu den Bestimmungen für Asylbewerber beschränken Ausländerbehörden einiger Landkreise den Aufenthalt für Geduldete prinzipiell nur auf den jeweiligen Landkreis.
Dies wird unter anderem auch dadurch begünstigt, dass die aufenthaltsbeschränkende Maßnahme für Asylbewerber auch nach einer Ablehnung des Asylgesuchs und dem damit in der Regel verbundenen Wechsel in den Status der Duldung bestehen bleiben soll.
Das Strafmaß für Verstöße entspricht dem Strafmaß für Asylbewerber.

## Politisches
Nachdem Thüringen ab dem 1. Juli 2013 die bestehenden Gesetze gelockert hat, ist in allen Bundesländern außer Bayern und Sachsen die Residenzpflicht auf das Landesgebiet ausgedehnt. Asylsuchende und geduldete ausländische Staatsbürger dürfen sich dort also im ganzen Landesgebiet aufhalten.
In Österreich besteht seit 2004 eine Gebietsbeschränkung für die ersten 20 Tage des Aufnahmeverfahrens. Die Gebietsbeschränkung nach § 12 AsylG gilt seit dem 1. Januar 2010 für die gesamte Dauer des Zulassungsverfahrens, d. h. bis im Sinne des Dublin-Verfahrens entschieden ist, ob Österreich für das Asylverfahren zuständig ist. Für das weitere Asylverfahren besteht § 12 AsylG keine Gebietsbeschränkung.
Der Protest und Widerstand gegen die Residenzpflicht ist seit langem ein Tätigkeitsschwerpunkt von Flüchtlingsselbstorganisationen, von dem derzeit zwei von der Residenzpflicht betroffene Mitglieder vor dem Europäischen Gerichtshof für Menschenrechte gegen das Gesetz klagen, die damit die Abschaffung der sie selbst betreffenden Residenzpflicht erreichen wollen. In einem Fall wurde in einer Entscheidung vom 20. November 2007 die Individualbeschwerde für unzulässig erklärt.
Da Verstöße gegen die Residenzpflicht als opferlose Straftat zur Kriminalitätsstatistik gezählt werden, tragen sie zur Erhöhung der Fallzahlen für Asylbewerber bei. Ein Vergleich mit den Zahlen für deutsche Staatsangehörige ist damit schwierig, wird im politischen Diskurs jedoch dennoch bisweilen als Argument für Restriktionen wie die Residenzpflicht verwendet.
In Frankreich wird dem Asylbewerber ein Aufnahmezentrum zugewiesen, und er ist verpflichtet, sich an dem ihm zugewiesenen Beherbergungsort aufzuhalten.

### Politik der deutschen Bundesregierung in der 18. Legislaturperiode
Der Koalitionsvertrag der deutschen Bundesregierung in der 18. Legislaturperiode (22. Oktober 2013 bis 24. Oktober 2017) beinhaltete folgenden Passus bezüglich der Residenzpflicht:
„Die räumliche Beschränkung (sogenannte Residenzpflicht), für Asylbewerber und Geduldete wird auf das jeweilige Land ausgeweitet. Hiervon unbenommen bleiben Vereinbarungen zwischen den Ländern zugunsten genereller landesübergreifender Bewegungsfreiheit. Vorübergehendes Verlassen des Landes ist bis zu einer Woche auf der Grundlage einer einseitigen Mitteilung unter Angabe des Zielorts möglich. Eine räumliche Beschränkung des Aufenthalts kann bei Straftätern und Personen, bei denen Verstöße gegen das Betäubungsmittelgesetz bekannt geworden sind oder bei denen aufenthaltsbeendende Maßnahmen konkret bevorstehen, angeordnet werden. Bei Studium, Berufsausübung und -ausbildung besteht in der Regel ein Anspruch auf Befreiung von der räumlichen Beschränkung und Wohnsitzauflage.“
Faktisch würde damit die Grundlage geschaffen um auch in Bayern und Sachsen die Residenzpflicht auf Landesebene auszuweiten, in geltendes Recht wurde diese Vorlage jedoch noch nicht umgesetzt. Die Residenzpflicht als solche soll ausdrücklich beibehalten werden.
Abweichend vom Koalitionsvertrag wurde mit dem baden-württembergischen Ministerpräsidenten Kretschmann im Zuge der Verschärfung des Asylrechts für Flüchtlinge vom Balkan ein Kompromiss ausgehandelt. Dieser beinhaltet auch die bundesweite Abschaffung der Residenzpflicht nach drei Monaten Aufenthalt in Deutschland.

### Der Fall Madiama Diop
Madiama Diop ist ein Asylbewerber aus dem Senegal, der bei dem deutschen American-Football-Verein Würzburg Panthers ein Führungsspieler ist. Aufgrund der Residenzpflicht ist es ihm nicht erlaubt, an Auswärtsspielen seines Vereins teilzunehmen. Nachdem auf der Internet-Plattform Change.org eine Petition gestartet wurde um ihm die Teilnahme an Auswärtsspielen zu ermöglichen, erhielt der Fall deutschlandweit Aufmerksamkeit seitens der Medien. Nach dem Start der Petition wurde bekannt, dass die bayerische Partei CSU die Aufenthaltsbeschränkung auf einen Regierungsbezirk „in absehbarer Zeit“ aufheben wolle. Der bayerische Innenminister Joachim Herrmann äußerte gegenüber dem Bayerischen Rundfunk: „Es gibt keine Residenzpflicht mehr für Landkreise oder Regierungsbezirke – sondern es gibt eine Residenzpflicht, die sich auf das einzelne Bundesland bezieht“.